# Kvikk lunsj

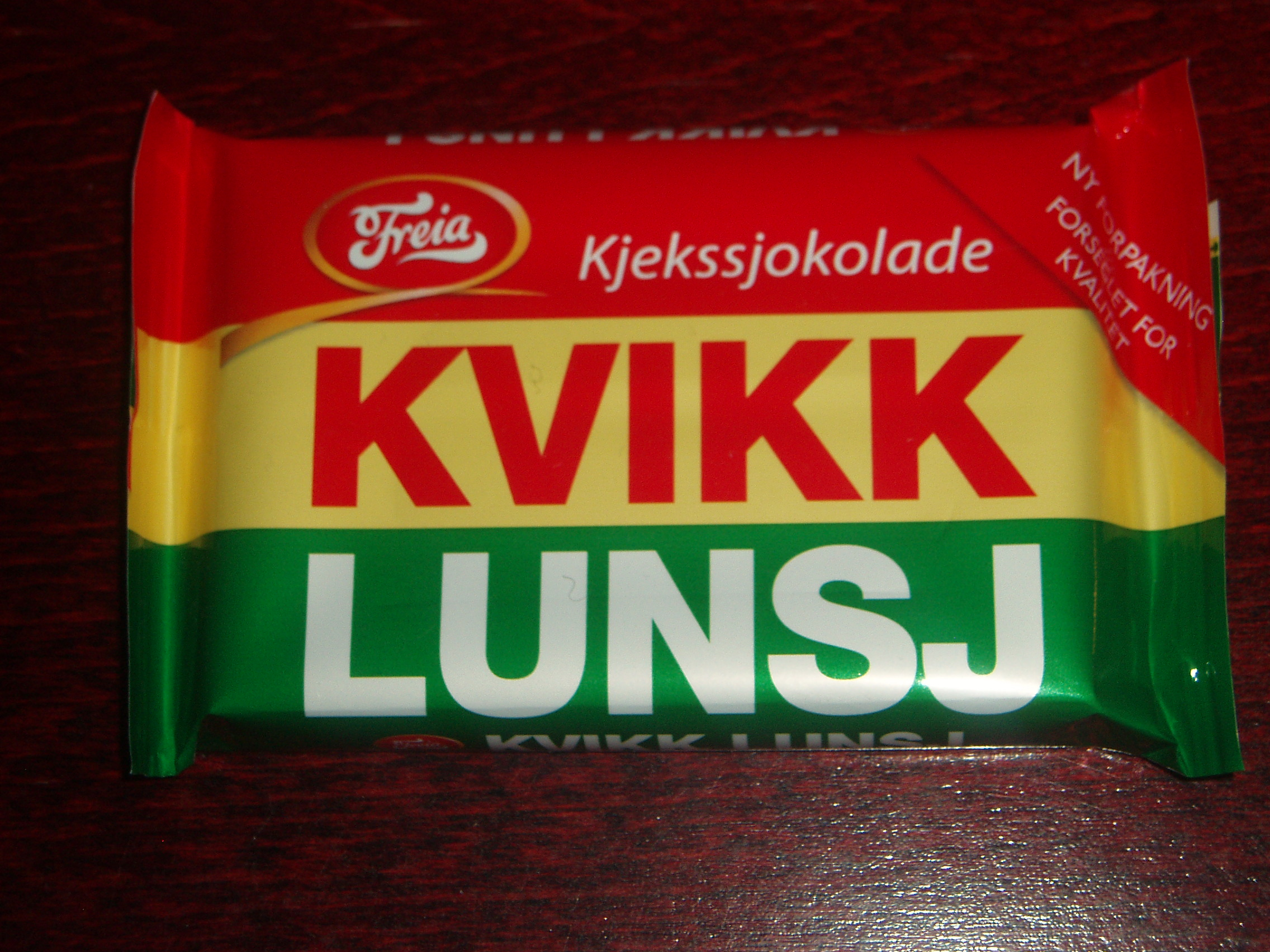
Kvikk Lunsj

Kvikk Lunsj är en norsk kexchoklad tillverkad av Freia som ägs av Mondelēz International. Den lanserades i Norge 1937 och produceras av Kraft Foods i Oslo. Den säljs i Norge och Sverige.
Chokladen består av fyra avlånga kexbitar omgivna av mjölkchoklad. Det första partiet som tillverkades hade istället mörk choklad, men försäljningen gick dåligt och den mörka chokladen ersattes därför. Produktionen stoppades 1941–1949 på grund av sockerbrist och försämrad mjölkvalitet till följd av andra världskriget.
Förpackningen har i stort sett varit oförändrad sedan starten. Kvikk Lunsj liknar chokladen Kit Kat i form och storlek. Kvikk Lunsj XXL, som introducerades 1999, består av en stor bit, ca 2,5 cm bred.
I Norge marknadsförs chokladen som "tursjokolade" (färdchoklad). På 1960-talet trycktes fjällföreskrifter på omslaget och på senare tid färdtips och turistinformation.
Cirka 50 miljoner Kvikk Lunsj produceras varje år och varje norrman äter i genomsnitt nästan tio Kvikk Lunsj om året. Tre av dessa äts under påsken.
I september 2015 lanserade Marabou en mjölkchokladkaka med Kvikk Lunsj-tema.